# Jean-Pierre Claris de Florian
Jean-Pierre Claris de Florian (6. března 1755 Sauve, Gard – 13. září 1794 Sceaux) byl francouzský dramatik, básník, prozaik a bajkař.

## Život
Jeho rodiče byli François de Claris de Florian (1718–1784) a Gilette roz. Salgues (1730–1757). Měl strýce a poručníka Philippa-Antoina de Claris de Floriana (1707), který se oženil s Voltairovou neteří Marií Elisabeth Mignotovou (1715–1771).
Jeana-Pierra po smrti matky vychovával dědeček. R. 1765 se přestěhoval ke svému strýci. V roce 1768 se stal pážetem v Anet v domácnosti vévody de Penthièvre (1725–1793), který se stal jeho přítelem. O několik let později vstoupil do královské dělostřelecké školy v Bapaume. Po svém propuštění sloužil nějakou dobu jako důstojník v dragounském pluku Penthièvre.
Psát začal po opuštění armády. Jako šlechtic byl během Francouzské revoluce nucen opustit Paříž a uchýlit se do Sceaux. Navzdory podpoře svého přítele François Antoine de Boissy d'Anglas (1756–1826) byl zatčen a uvězněn 15. července 1794. Propuštěn byl Boissy d'Anglasem po Robespierrově pádu 27. července téhož roku. Zemřel náhle 13. září 1794, pravděpodobně v důsledku věznění, které zhoršilo tuberkulózu, jíž se nakazil o několik let dříve.
Florian byl pohřben v Sceaux, jeho hrob a busta, obklopené hrobkami slavných básníků langue d'oc, byly v zahradě Félibres od roku 1839, kdy byl starý obecní hřbitov přemístěn. Každý rok na konci jara se zde konaly festivaly Félibréennes de Sceaux. Po restaurátorských pracích bylo jeho tělo v roce 2015 znovu pohřbeno do současné hrobky na hřbitově v Sceaux.

### Tvorba
Florian napsal 13 divadelních her (komedií), pozdějším čtenářům byl znám především jako autor 112 bajek vhodných ke čtení pro mládež. Jeho současníci ho také chválili za poetické a pastorální romány. Měl velmi rád Španělsko a jeho literaturu, nepochybně pod vlivem své kastilské matky, zkracoval a napodoboval Cervantesova díla.
Jeho první literární pokusy byly komedie; jeho veršovaný epos Voltaire et le serf du Mont Jura a ekloga Ruth byly v roce 1782 a 1784 korunovány Francouzskou akademií. V roce 1782 také vytvořil jednoaktovou komedii v próze Le Bon Ménage a v následujícím roce Galatie, romantický příběh napodobující Cervantesovu Galateu. Následovaly další krátké povídky a komedie a v roce 1786 se objevil Numa Pompilius, neskrývaná napodobenina Fénelonova Telémaque.
V roce 1788 se stal členem Francouzské akademie (křeslo 29 [1788–1794]) a vydal pastorální román Estelle, který patří do stejné třídy jako Galatie. Další román Gonzalve de Cordoue, jemuž předcházelo historické pojednání o Maurech, vyšel v roce 1791 a jeho slavná sbírka Fables v roce 1802. Mezi jeho posmrtně vydaná díla patří La Jeunesse de Florian, ou Mémoires d'un Jeune Espagnol (1807) a zkrácená verze Dona Quijota (1809), která sice zdaleka neodpovídá předloze, ale měla velký úspěch. Florian napodoboval Salomona Gessnera, švýcarského idylistu, a jeho styl měl veškerou umělou jemnost a sentimentalitu gessnerovské školy.

## Dílo výběr

### Bajky
- Fables de M. de Florian: de l’académie françoise, de celles de Madrid, Florence, etc., Paris, impr. de P. Didot l'aîné, 1792, 224 p., in-12 (lire en ligne [archive] sur Gallica)
- Fables de M. de Florian: illustrées par Victor Adam; précédées d'une notice par Charles Nodier… et d'un essai sur la fable, Paris, Delloye, Desmée et Cie, 1838 (lire en ligne [archive])
- Fables (préf. Stéphane Labbe, ill. Grandville), Paris, L'École des loisirs, coll. «Classiques», 2009 (1re éd. 2009), 236 p. Ouvrage utilisé pour la rédaction de l'article. Benjamin Rabier (Illustrateur de couverture)

### Divadlo
- Les Deux Billets, 1779
- Jeannot et Colin, 1780
- Le Baiser ou la Bonne Fée, musique de Stanislas Champein (1753–1830), dédié à Madame Duvivier, opéra comique en 3 actes joué le 26 novembre 1781 à la Comédie Italienne
- Les Deux Jumeaux de Bergame, comédie en un acte et en prose, jouée le 6 août 1782, sur une musique de Marc-Antoine Desaugiers (1742–1793)
- La Bonne Mère, comédie en un acte et en prose, 1785
- Le Bon Ménage, comédie en un acte et en prose, 1786

### Novely
- Bliombéris, nouvelle françoise; Pierre, nouvelle allemande; Célestine, nouvelle espagnole; Sophronime, nouvelle grecque; Sanche, nouvelle portugaise (qui servira de base à l'écriture du livret de l'opéra de jeunesse de Franz Liszt, Don Sanche ou le château d’amour); Bathmendi, nouvelle persane (1784)
- Nouvelles nouvelles, 1792: Selmours, nouvelle angloise; Sélico, nouvelle africaine; Claudine, nouvelle savoyarde; Zulbar, nouvelle indienne; Camiré, nouvelle américaine; Valérie, nouvelle italienne
- Rosalba, nouvelle sicilienne, publication posthume, 1800

### Pastorály
- Blanche et Vermeille, mis en musique par Henri-Joseph Rigel (1741–1799), représentation à la Comédie Italienne les 5 mars 1781, 26 mai 1781 et 26 mars 1782
- Numa Pompilius, 1786
- Estelle et Némorin, 1788
- Gonzalve de Cordoue, précédé de Précis historique sur les Maures, 1791

### Eklogy
- Ruth, 1784, couronnée par l'Académie française
- Tobie, 1788

### Pohádky
- Les Muses
- Le Vizir
- Inès de Castro

### Různé
- Les plaintes de Marie-Stuart, poème de 1780, et Le vieux Robin Gray, poèmes mis en musique par Jean-Paul-Égide Martini
- Voltaire et le Serf du Mont Jura, 1782. Dialogue en vers entre Voltaire et un paysan, primé par l'Académie française. Le sujet est l’abolition de la servitude dans les domaines du roi
- Galatée, roman d'après La Galatea de Miguel de Cervantes, 1783
- Estelle, roman, 1788, mis en musique par François Devienne dont est extraite une pièce en vers: C'est mon ami, mis en musique par la reine Marie-Antoinette d'Autriche (1755–1793)
- Don Quichotte, traduction libre, publication posthume en 1798
- Guillaume Tell ou la Suisse libre, publication posthume, 1800
- Eliézer et Nephtali, publication posthume, 1803
- Mémoires d'un jeune Espagnol

### Vlastenecké písně
- Le Nom de Frère, sur l'air de La Carmagnole, hymne à la liberté et la fraternité
- La Fuite inutile (attribution)
- La Triple alliance (attribution)

### Přijetí kritikou
- Boissy d'Anglas: "Ces romances sont pleines de délicatesse et de grâce, quelquefois plus spirituelles que naïves, mais toujours remplies de mélancolie et de douceurs."

### Výstavy
- Florian, sa vie, son œuvre… une évocation, bibliothèque municipale de la Ville de Sceaux, du 30 avril au 26 juin 1994 (catalogue, 29 p.)
- Florian, fabuliste, au Château de Ferney-Voltaire, du 1er juillet 2022 au 7 janvier 2023

## Česká vydání
- Numa Pompilius: druhý král Řjmský – přeložil Jan Nejedlý. Praha: František Jeřábek, 1808
- Florianowy nowelly: 3 díly – př. Josef F. P. Holmann. Jičín: František Kastránek, 1829
- Eliezer a Neftali. Dobytj Jericha: nowelly – př. Prokop Ondrák. Praha: Václav Špinka, 1840[1]
- Sancho – úvod František Sekanina, in: 1000 nejkrásnějších novel... č. 96; ze sbírky Novela portugalská; př. Bohumil Kyselý, s. 89–99. Praha: J. R. Vilímek, 1916

### Ikonografie
- Attribué à Jean-Étienne Liotard (1702–1789), Chevalier Jean-Pierre de Claris de Florian, huile sur toile, Bulle, Musée gruérien